# I.R.I.A - Zeiram the Animation
I.R.I.A - Zeiram the Animation (イ・リ・ア ゼイラム ジ アニメーション?, I.R.I.A. Zeiramu Ji Animēshon) è una serie OAV di sei episodi prodotta nel 1994, prequel del film giapponese Zeiram.

## Trama
La storia di I.R.I.A - Zeiram the Animation è ambientata su Myce e comincia con Iria, apprendista di suo fratello maggiore Gren, bounty hunter esperto, e del suo partner Bob, che lavora per la Ghomvak Security, insieme al rozzo Fujikuro. Durante una missione, all'interno della nave spaziale Karma, il gruppo si trova faccia a faccia con il malvagio e indistruttibile alieno Zeiram, che ha distrutto l'astronave e sterminato l'equipaggio. Bob viene ferito gravemente da Zeiram, mentre Gren sparisce nel nulla. 
Ritornati su Myce, Iria scopre di essere diventata l'obbiettivo di un gruppo di assassini al servizio della Teden Tippedai, la corporazione che possedeva la nave Karma. Iria scopre che dietro la tragedia della Karma si nasconde un terribile esperimento della Teden Tippedai, che ha intenzione di usare Zeiram come arma. Iria, Fujikuro e Bob, ridotto ad un corpo artificiale, decidono di investigare sulla natura di Zeiram e su cosa è accaduto a Gren, che sembra essere ancora vivo.

## Episodi
| Nº | Titolo italiano Giapponese 「Kanji」 - Rōmaji      | Pubblicazione     | Pubblicazione |
| Nº | Titolo italiano Giapponese 「Kanji」 - Rōmaji      | Giapponese        |               |
| 1  | Furia immortale 「射干玉 －ぬばたま－」 - Nubatama | 23 giugno 1994    |               |
| 2  | Furia immortale 「暴 －あかしま－」 - Akashima     | 21 luglio 1994    |               |
| 3  | Sospetto 「面影 －おもかげ－」 - Omokage           | 25 agosto 1994    |               |
| 4  | Sospetto 「帚木 －ははきぎ－」 - Hahakigi          | 24 settembre 1994 |               |
| 5  | Fusione 「声風 －こわぶり－」 - Kowaburi           | 22 ottobre 1994   |               |
| 6  | Fusione 「麻本呂婆 －まほろば－」 - Mahoroba       | 21 novembre 1994  |               |

## Colonna sonora
Sigla di apertura
- Tokete iku yume no hate ni cantata da Yayoi Goto

Sigla di chiusura
- Although the Dream is Far cantata da Mitsuko Shiramine

## Videogiochi
I.R.I.A - Zeiram the Animation è stato adattato anche in videogioco d'azione uscito nel 1995 solo in Giappone per il Super Famicom intitolato Hyper Iria, anche se questo non si rivela troppo fedele alla trama presente nella serie OAV.
Un secondo titolo, dal titolo ZeiramZone e di genere picchiaduro a scorrimento, è stato pubblicato solo in madre patria nel 1996 per PlayStation e presenta una trama originale.

## Accoglienza
Helen McCarthy nel suo libro 500 Essential Anime Movies ha definito l'anime un "eccellente pezzo di fantascienza", lodando il character design. Ha affermato che "i mondi sembrano davvero futuristici e alieni, le sequenze d'azione sono convincenti, la musica è fantastica e una trama di cospirazione che sta lentamente emergendo è la ciliegina sulla torta".